# スィント・リーヴェンス・ハウテム
スィント＝リーヴェンス＝ハウテム（オランダ語: Sint-Lievens-Houtem [sɪnt ˌlivə(n)s ˈɦʌu̯tɛm], フランス語: Haut(h)em-Saint-Liévin）は、ベルギーのオースト＝フランデレン州に位置する基礎自治体である。1976年のスィント＝リーヴェンス＝ハウテム（Sint-Lievens-Houtem）、バーヴェヘム（Bavegem）、レッテルハウテム（Letterhoutem）、ヴリールゼーレ（Vlierzele）、ゾネヘム（Zonnegem）及びオームベルヘン（Oombergen）の一部の合併により成立した。人口9,868人（2011年）。面積26.66km²。

## リンク
- 公式サイト（オランダ語）